# Крьоз
 Тази статия е за реката във Франция.  За департамента вижте Крьоз (департамент).  
Крьоз (на френски: Creuse) е река в Западна Франция (департаменти Крьоз, Ендър, Ендър и Лоара и Виен), десен приток на Виен (ляв приток на Лоара). Дължина 264 km, площ на водосборния басейн 10 279 km².

## Географска характеристика
Река Крьоз води началото си на 812 m н.в. от централната част на платото Милваш (западната част на Централния Френски масив, ЦФМ), на 2 km западно от село Ле Мас д′Аритиж, в южната част на департамента Крьоз. В горното си течение, до град Аен, тече през платото в северна посока в тясна и дълбока долина, а след това, до град Аржантон сюр Крьоз, през северните хълмисти части на (ЦФМ), като долината ѝ се разширява и изплитнява. В долното течение Крьоз протича през южната част на обширната Лоарска низина в западна и северозападна посока в много широка и плитка долина, с бавно и спокойно течение и множество меандри. Влива се отдясно в река Виен (ляв приток на Лоара), при нейния 44 km, на 34 m н.в., на 17 km северно от град Шателро, департамента Виен.
Водосборният басейн на Крьоз обхваща площ от 10 279 km², което представлява 48,58% от водосборния басейн на Виен. Речната ѝ мрежа е двустранно развита. На североизток и изток водосборният басейн на Крьоз граничи с водосборните басейни на реките Ендър и Шер, леви притоци на Лоара, на юг – с водосборния басейн на река Дордон, вливаща се в Атлантическия океан, а на югозапад и запад – с водосборните басейни на малки и къси реки, десни притоци на Виен.
Основни притоци:
- леви – Гартамп (205 km, 3922 km²);
- десни – Пти Крьоз (95 km, 850 km²), Бузан (84 km, 529 km²), Сюен, Клез (88 km, 1123 km²).

Река Крьоз има предимно дъждовно подхранване с ясно изразено зимно-пролетно (от декември до март) пълноводие в резултат от обилните валежи през сезона и снеготопенето и лятно (от юли до септември) маловодие. Среден годишен отток в средното течение 32 m³/sec, устието 85 m³/sec.

## Стопанско значение, селища
Крьоз има важно транспортно, стопанско и иригационно значение. Плавателна е за плиткогазещи речни съдове на 8 km от устието. В горното и средното течение част от водите ѝ се използват за промишлено и битово водоснабдяване, а в долното – за напояване.
Долината на реката е гъсто заселена, като най-големите селища са градовете: Фелтен, Обюсон и Аен (департамент Крьоз), Аржантон сюр Крьоз, Сен Готие и Льо Блан (департамент Ендър).